# Área metropolitana de Bangor
El Área Estadística Metropolitana de Bangor, ME MSA, como la denomina oficialmente la Oficina de Administración y Presupuesto, es un Área Estadística Metropolitana que abarca únicamente el condado de Penobscot, en el estado estadounidense de Maine. Tiene una población de 153.923 habitantes según el Censo de 2010, convirtiéndola en la 256.º área metropolitana más poblada de los Estados Unidos.

## Principales comunidades del área metropolitana
Ciudad principal o núcleo
- Bangor

Otras comunidades
| - Alton - Bradford - Bradley - Brewer - Burlington - Carmel - Carroll Plantation - Charleston - Chester - Clifton - Corinna - Corinth - Dexter - Dixmont - Drew Plantation - East Millinocket - Eddington - Edinburg - Enfield - Etna - Exeter - Garland - Glenburn - Greenbush - Hampden - Hermon - Holden - Howland - Hudson - Indian Island | - Kenduskeag - Lagrange - Lakeville - Lee - Levant - Lincoln - Lowell - Mattawamkeag - Maxfield - Medway - Milford - Millinocket - Mount Chase - Newburgh - Newport - Old Town - Orono - Orrington - Passadumkeag - Patten - Plymouth - Seboeis Plantation - Springfield - Stacyville - Stetson - Veazie - Webster Plantation - Winn - Woodville |